# Vespadelus douglasorum
Vespadelus douglasorum is een vleermuis uit het geslacht Vespadelus die voorkomt in het westen van de Kimberley (West-Australië), voornamelijk in gebieden met meer dan 800 mm regen per jaar. Deze soort foerageert in licht bos, meestal bij stroompjes. Het dier roest in kleine groepen in grotten. In november of december wordt een enkel jong geboren.
De vacht is lichtgrijs tot geelbruin. De lippen zijn kaneelkleurig of oranjebruin. De huid is lichtbruin. De kop-romplengte bedraagt 35 tot 44 mm, de staartlengte 35 tot 38 mm, de voorarmlengte 34,3 tot 37,8 mm, de oorlengte 11 tot 12,5 mm en het gewicht 4,5 tot 6 g.
Vespadelus baverstocki · 
Vespadelus caurinus · 
Vespadelus darlingtoni · 
Vespadelus douglasorum · 
Vespadelus finlaysoni · 
Vespadelus pumilus · 
Vespadelus regulus · 
Vespadelus troughtoni · 
Vespadelus vulturnus